# 脱毛娘。
脱毛娘。（だつもーむすめ）は、日本の女性アイドル・ダンス&ボーカルグループ・モーニング娘。を卒業脱退したOG、矢口真里・辻希美・高橋愛の3名で結成されたユニット。プロデュースを仕掛けたのは大手脱毛エステチェーンの脱毛ラボを運営するセドナエンタープライズ。
プロデューサーのセドナエンタープライズ代表取締役・藤澤学によると「会社の経営理念である”すべての女性に美と夢を”というコンセプトに基づいて、同ユニットの構想を5年前からイメージしていた。」という。また、「かわいいイメージガールとしての役割を期待しているのではなく、一般の女性と美と夢を与える存在になるような活動を視野に入れている」という。
2015年3月22日、FACo（福岡アジアコレクション）のステージにて脱毛娘。のメンバー発表およびお披露目イベントが行われた。

## メンバー

### 現在のメンバー
2015年6月30日現在
| 名前   | よみがな      | 生年月日      | 現年齢 | 加入年月日    | 期  |
| ------ | ------------- | ------------- | ------ | ------------- | --- |
| 辻希美 | つじ のぞみ   | 1987年6月17日 | 37歳   | 2015年3月22日 | 1期 |
| 高橋愛 | たかはし あい | 1986年9月14日 | 38歳   | 2015年3月22日 | 1期 |

### 過去のメンバー
2015年6月30日現在
| 名前     | よみがな    | 生年月日      | 現年齢 | 加入年月日    | 卒業・脱退日  | 期  |
| -------- | ----------- | ------------- | ------ | ------------- | ------------- | --- |
| 矢口真里 | やぐち まり | 1983年1月20日 | 42歳   | 2015年3月22日 | 2015年6月30日 | 1期 |

## ユニット編成
脱毛娘。の大きな特徴は、モーニング娘。を卒業・脱退したOGで編成されている点である。2015年3月22日時点の平均年齢は29歳である。

### 推移年表
| 日時              | メンバー                        | 増減 | 人数 | 平均年齢 |
| ----------------- | ------------------------------- | ---- | ---- | -------- |
| 2015年3月22日始動 | 【1期】矢口真里、辻希美、高橋愛 | -    | 3人  | 29       |
| 2015年6月30日     | 矢口真里 卒業                   | -1   | 2人  | 28       |

### 脱毛娘。の始動開始日について
脱毛娘。の始動開始日については、2015年3月22日とされている。

## 活動概歴
2015年5月16日、タイ・バンコクで行われたクールジャパンイベント「CONNECT JAPAN 2015」にて、脱毛娘。のメンバーとして高橋愛がゲスト出演。
2015年5月23日、矢口真里と辻希美の公式ブログによるとロケを行った記述があり、『みんなで女優気分な撮影』を行っているという発信をしている。高橋愛についてもInstagramで同様の投稿を行っており、1万7500件以上の"いいね！"がユーザーから寄せられている。

### 新メンバー募集
2015年6月30日、矢口真里卒業に伴い、日本国内在住の12歳〜49歳の一般女性を対象に、新メンバー募集オーディションが告知される。 。